# Списак оригиналних програма Disney+-а
Disney+ је ОТТ претплатничка видео на захтев услуга у власништву и под управом Disney Media and Entertainment Distribution-а, која је прво покренута 12. новембра 2019. године у Сједињеним Државама, касније се проширивши на друге територије. Оригиналне серије створили су и продуцирали брендови у власништву Disney-ја, као што су 20th Century Studios, Touchstone Pictures, Pixar, Marvel Studios, Lucasfilm и National Geographic.

## Оригинални програми

### Драма
| Српски наслов          | Оригинални наслов           | Жанр                                            | Премијера          | Сезона                | Трајање     | Статус      |
| ---------------------- | --------------------------- | ----------------------------------------------- | ------------------ | --------------------- | ----------- | ----------- |
| Мандалоријанац         |                             | свемирски вестерн                               | 12. новембар 2019. | 2. сезоне, 16 епизода | 31–54 мин.  | обновљено   |
| Н/Д                    |                             | историјска драма                                | 9. октобар 2020.   | 1. сезона, 8 епизода  | 42–52 мин.  | завршено    |
| ВандаВизија            |                             | суперхеројска љубавна-драмедија                 | 15. јануар 2021.   | 9 епизода             | 30–50 мин.  | мини-серија |
| Фалкон и Зимски Војник |                             | суперхеројска акциона авантура                  | 19. март 2021.     | 6 епизода             | 50–60 мин.  | мини-серија |
| Локи                   |                             | суперхеројска акционо-авантуристичка фантастика | 9. јун 2021.       | 1. сезона, 6 епизода  | 43–55 мин.  | обновљено   |
| Н/Д                    |                             | авантуристичка драма                            | 25. јун 2021.      | 1. сезона, 8 епизода  | 53–56 мин.  | на чекању   |
| Чека издање            |                             |                                                 |                    |                       |             |             |
| Н/Д                    | [ 5 ] [ 6 ] [ 7 ]           | медицинска драма                                | 8. септембар 2021. | 1. сезона, 10 епизода | 30 мин.     | на чекању   |
| Хокај                  | суперхеројско-акциона драма | 24. новембар 2021.                              | н. п.              | м. п.                 | мини-серија |             |

### Комедија
| Српски наслов                          | Оригинални наслов | Жанр                 | Премијера          | Сезоне                | Трајање    | Статус    |
| -------------------------------------- | ----------------- | -------------------- | ------------------ | --------------------- | ---------- | --------- |
| Средњошколски мјузикл: Мјузикл: Серија |                   | мјузикл/мокументарац | 12. новембар 2019. | 2. сезоне, 22 епизоде | 26–34 мин. | на чекању |
| Дневник будуће председнице             |                   | драмедија            | 17. јануар 2020.   | 2. сезоне, 20 епизоде | 22–28 мин. | на чекању |
| Н/Д                                    |                   | спортска драмедија   | 26. март 2021.     | 1. сезона, 10 епизода | 32–41 мин. | обновљено |
| Н/Д                                    |                   | драмедија            | 16. април 2021.    | 1. сезона, 10 епизода | 43–45 мин. | на чекању |
| Н/Д                                    |                   | акциона комедија     | 21. јул 2021.      | 1. сезона, 12 епизода | 46 мин.    | на чекању |
| Чека издање                            |                   |                      |                    |                       |            |           |

### Анимација
| Српски наслов            | Оригинални наслов        | Жанр                             | Премијера           | Сезоне                | Трајање    | Статус    |
| ------------------------ | ------------------------ | -------------------------------- | ------------------- | --------------------- | ---------- | --------- |
| Ратови звезда: Лоша чета | Star Wars: The Bad Batch | свемирска опера                  | 4. мај 2021.        | 1. сезона, 16 епизода | 26–70 мин. | обновљено |
| Чудовишта на послу       |                          | фантастика                       | 7. јул 2021.        | 1. сезона, 10 епизода | 22–24 мин. | на чекању |
| Н/Д                      |                          | анимирана комедија               | 28. јул 2021.       | 1. сезона, 12 епизода | 22 мин.    | на чекању |
| Шта ако...?              |                          | суперхеројска антологија         | 11. август 2021.    | 1. сезона, 9 епизода  | 33 мин.    | обновљено |
| Чека издање              |                          |                                  |                     |                       |            |           |
| Ратови звезда: Визије    |                          | аниме/свемирска опера антологија | 22. септембар 2021. | 1. сезона, 9 епизода  | н. п.      | на чекању |